# Conus andamanensis
Espèce
Statut de conservation UICN

 DD  : Données insuffisantes
Conus andamanensis est une espèce de mollusques gastéropodes marins de la famille des Conidae.
Comme toutes les espèces du genre Conus, ces escargots sont prédateurs et venimeux. Ils sont capables de « piquer » les humains et doivent donc être manipulés avec précaution, voire pas du tout.

## Description
La taille de la coquille varie entre 16 mm et 41 mm.

## Distribution
Cette espèce est présente dans la mer d'Andaman.

### Niveau de risque d’extinction de l’espèce
Selon l'analyse de l'UICN réalisée en 2011 pour la définition du niveau de risque d'extinction, cette espèce n'est connue que des îles Andaman et Nicobar. Aucune information n'est disponible concernant l'étendue réelle de sa distribution, l'état de sa population, son écologie ou les menaces potentielles. Elle est actuellement inscrite dans la catégorie Données insuffisantes.

## Taxonomie

### Publication originale
L'espèce Conus andamanensis a été décrite pour la première fois en 1879 par le zoologiste et illustrateur britannique Edgar Albert Smith (1847-1916) dans la publication intitulée « Proceedings of the Zoological Society of London »,.

### Synonymes
- Conus (Phasmoconus) andamanensis E. A. Smith, 1879 · appellation alternative
- Phasmoconus andamanensis (E. A. Smith, 1878) · non accepté

## Identifiants taxonomiques
Chaque taxon catalogué par les bases de données biologiques et taxonomiques possède un identifiant qui permet d'établir un point de référence. Les identifiants de Conus andamanensis dans les principales bases sont les suivants :
BOLD : 650284 - CoL : XWW4 - GBIF : 5795727 - iNaturalist : 431827 - IRMNG : 10545466 - TAXREF : 72342 - UICN : 192360